# Ceggia
Ceggia (vènet Zeja) és un municipi italià, dins de la ciutat metropolitana de Venècia. L'any 2007 tenia 5.983 habitants. Limita amb els municipis de Cessalto (TV), San Stino di Livenza, San Donà di Piave i Torre di Mosto.

## Administració
| Període | Identitat       | Partit         |
| ------- | --------------- | -------------- |
| 2006-   | Massimo Beraldo | Centreesquerra |